# Gam Ki Elech (chanson)
Gam Ki Elekh (hébreu : גם כי אלך « Dussé-je aller ») est une mise en musique par le rabbin Shlomo Carlebach du Psaume 23.

## Paroles enhébreu
גַּם כִּי-אֵלֵךְ,,

בְּגֵיא צַלְמָוֶת

לֹא-אִירָא רָע

כִּי-אַתָּה עִמָּדִי 

שִׁבְטְךָ וּמִשְׁעַנְתֶּךָ 

הֵמָּה יְנַחֲמֻנִי

## Translitérationde l'hébreu
Gam Ki Elech

b'gay Tzalmavet

Lo Irah rah 

ki atah imadi 

Shivtecha omishantecha

hemah y'nachamuni

## Traductionenfrançais
Dussé-je suivre

la sombre vallée de la mort

je ne craindrais aucun mal

car tu serais avec moi

ton soutien et ton appui

seraient ma consolation